# Дюнамюндские анналы
Дюнамюндские анналы (лат. Annales Dunemundenses) — небольшие исторические записки, касающиеся истории Ливонского и Тевтонского орденов, а также сообщающих ряд прочих сведений из истории Священной Римской империи и соседних стран в XII—XIV вв. Охватывают период с 1313 по 1348 гг.

## Издания
- Annales Dunemundenses / ed W. Arndt // MGH, SS. Bd. XIX. Hannover. 1866, p. 708—709[2].

## Переводы на русский язык
- Дюнамюндские анналы в переводе И. М. Дьяконова на сайте Восточная литература